# Хольдербанк
Хольдербанк (нем. Holderbank AG) — коммуна в Швейцарии, в кантоне Аргау.
Входит в состав округа Ленцбург.  Население составляет 842 человека (на 31 декабря 2007 года). Официальный код  —  4199.